# Didymocarpus dongrakensis
Didymocarpus dongrakensis är en tvåhjärtbladig växtart som beskrevs av Brian Laurence Burtt. Didymocarpus dongrakensis ingår i släktet Didymocarpus och familjen Gesneriaceae. Inga underarter finns listade i Catalogue of Life.